# 天久聖一
天久 聖一（あまひさ まさかず、男性、1968年8月14日 - ）は、日本の漫画家。デビュー以降、その他の方面でもマルチに活動する。香川県仲多度郡まんのう町生まれ。既婚。息子が一人いる。

## 略歴
香川県出身。高篠小学校、満濃中学校、善通寺第一高校と学生時代を過ごす。高校に進学する気はなかったが、「どこでもいいから受験しろ」との担任の言葉に従い、善通寺第一高校を、同じ中学からは一番の不良と天久の2人だけがスポーツ受験した。本人の話では、善通寺第一高校を受験した理由は勉強をせずにマンガを描いていても許される校風だったからだという。
高校卒業後、1989年にマガジンハウス『NEWパンチザウルス』の「自画の目覚め」でギャグマンガ家としてデビューを果たす。漫画家としてデビューしたため、どんな形式で表現しても自分にとっては漫画である、という意識があるという。上京してほどなく、最先端の笑いを求めて、ラジカル・ガジベリビンバ・システムや東京乾電池などの演劇に触れる。
1989年、タナカカツキとともにパルコのフリーペーパー『GOMES』にて『バカドリル』を連載。5年後の1994年に書籍化する。その後、GOMESとともに連載も終了した。なお『ブッチュ君オール百科』はバカドリルから派生した作品である。
1993年から、週刊SPA!において投書コーナー「バカはサイレンで泣く」を長期連載。初期は椎名基樹、山田ゴメスと共同連載。のち、椎名、せきしろと共同連載。
2006年、太田出版の季刊誌『hon-nin』で、初の小説『自己完結女子大の青春』を連載。雑誌の方針が変わったこともあり、未完に終わる。
2009年、『美しい男性!』（BSジャパン）から本格的に松尾スズキとタッグを組み始める。

## 交友
- 電気グルーヴとの親交が深い。きっかけは草野球で、漫画家チームとしてピエール瀧のチーム「ピエール学園」と交流したことで、ファンであった天久から声をかけたという[5]。ライブやラジオに出演のほか、ミュージックビデオやオリジナルグッズを作成することもある[15]。
- 電気グルーヴを通じて映画監督の大根仁と交流があり、何度もイベントの共演を果たしている[16][17]。大根が携わった作品として、ドラマ『tourist』で登場する主人公「天久真」に天久の苗字が使われたり、ドラマ『共演NG』で登場する小道具として天久のオリジナルグッズが使われたりしている[17][18]。また逆に、天久のノンフィクション小説『少し不思議。』では大根が帯文を書き、その発売の記念として二人でトークショーを行なっている[19][20][21]。
- お笑いユニットシソンヌとは、ヴィレッジヴァンガードでコラボ限定グッズを販売したり、単独ライブのタイトルを考案したりしている[22]。
- 脚本家の宮藤官九郎と『hon-nin』の誌上で共演して以来、交流がある。宮藤は『お前』や『サヨナラコウシエン』の帯文を書いている。天久は宮藤が脚本の『少年メリケンサック』に出演したり[23]、グループ魂の3rdアルバム『TMC』では、ゲストボーカルとして参加している[24]。

## 出演
太字はメインキャラクター。

### テレビ
- 日本人の3割しか知らないこと くりぃむしちゅーのハナタカ!優越館（2021年 ゲスト出演）[25]
- 松尾スズキアワー「恋は、アナタのおそば」[26]（NHK2016年3月30日（水）、3月31日（木）22:55～23:20）
- ピエール瀧の23区23時セカンドシーズン[27]
- 松尾スズキと30分強の女優（2023年 WOWOW）[28]

### ラジオ
- 天久聖一のアジミズム（2011年DOMMUNE）[29]

### 映画
2015年
- DENKI GROOVE THE MOVIE? 石野卓球とピエール瀧（天久聖一役）

2016年
- タクシードライバー祗園太郎 THE MOVIE すべての葛野郎に捧ぐ（乗客A役）[30]

2020年
テアトロコントspecial ミズタニーのベストセレクション『米つぶサイズの地球』（見届人役）

### テレビアニメ
2009年
- ブッチュくん（主人公の声とOPの作詞。作曲はタナカカツキ）

2020年
- 音楽（端役）

## 作品リスト

### 出版物

#### バカドリルシリーズ
- バカドリル /扶桑社・1994年（サブルPB版・2006年）
- バカドリルコミックス /扶桑社・1995年
- バカドリル いくよ /扶桑社・1997年
- バカドリル くるよ /扶桑社・1997年
- バカドリルXL /扶桑社・1998年
- バカドリル 頭痛 /扶桑社・1999年
- バカドリル 腹痛 /扶桑社・2000年
- 新しいバカドリル 上下巻 /ポプラ社・2008年

#### バカはサイレンで泣く
- バカはサイレンで泣く /扶桑社・1995年 - 椎名基樹、山田ゴメスとの共著
- バカはサイレンで泣く2 /扶桑社・1997年 - 椎名基樹、山田ゴメス、せきしろとの共著
- バカはサイレンで泣く3 /扶桑社・1997年 - 椎名基樹、山田ゴメス、せきしろとの共著
- バカサイ /太田出版・2002年 - 椎名基樹、せきしろとの共著
- バカサイ〈2〉 /太田出版・2003年 - 椎名基樹、せきしろとの共著
- バカはサイレンで泣く'09 /扶桑社・2009年 - 椎名基樹、せきしろとの共著
- バカサイ'13 /扶桑社・2013年 - 椎名基樹、せきしろとの共著

#### ブッチュくん
- ブッチュくんオール百科 /ソニー・マガジンズ・1999年
- ブッチュくん全百科 /講談社・2011年

#### その他
- やんちゃブック /宝島社（宝島コミックス）・1989年
- 僕が固い石をぶつけると、君は「痛い」と言ってくれるだろうか。 /JICC出版局（宝島コミックス）・1992年
- モテたくて… /光栄・1995年
- ドムーン/メディアワークス・1999年
- モンスーンEP / Betterdays publishing 2000年
- バングラデシュ日本 /太田出版・2002年
- お前 /扶桑社・2003年
- 味写入門 /アスペクト・2010年
- 生まれたままの私を/幻冬舎・2011年

- こどもの発想。/アスペクト・2011年
- 前髪タラちゃん /非売品・2011年・アルミ伯爵名義 - 電気グルーヴのベストアルバム『電気グルーヴのゴールデンヒッツ〜Due To Contract』とDVD『電気グルーヴのゴールデンヒッツ〜Stocktaking』の同時購入者特典としてタワーレコード全店で配布された[33]
- 少し不思議。 /文藝春秋・2013年
- ノベライズ・テレビジョン /河出書房新社・2013年
- 書き出し小説 /新潮社・2014年
- 味写道 / アスペクト・2014年
- 大爆笑！こどもの発想。 /アスペクト・2015年
- 挫折を経て、猫は丸くなった。 /新潮社・2016年

- 十年後のこと_恥ずかしい杭 /河出書房新社・2016年
- サヨナラコウシエン /LEED Cafe comics・2018年[1]
- 末井昭のダイナマイト人生相談/亜紀書店・2017年（ヨシマルシン,末井昭と共著）[34]
- ノベライズジャパン /TV Bros. web・2020年より連載中[35]
- 大余談 /立東社・2021年 - （スチャダラパー著, コーナー参加）

### CD
- THE・天久聖一 with ギ・おならすいこみ隊「モテたくて…」[36]

### DVD
- 悲しみジョニー（日本コロムビア・2003年9月25日）規格品番：CCBM-5242 /限定版・規格品番：XT-1494[37]
- エル・トポ HDリマスター版（監督・アレハンドロ・ホドロフスキー、撮影：ラファエル・コルキディ）[38]

### 作詞
- グループ魂「バカからの小包」（2005年）
- グループ魂「くるま売りたいな」（2005年）

### ミュージック・ビデオ
- 電気グルーヴ「Cafe de 鬼 (顔と科学)」（2004年）
- 電気グルーヴ「弾けないギターを弾くんやで」（2004年）[39]
- 電気グルーヴ「Mr. Empty」（2004年）
- 電気グルーヴ「中年パンク」（2004年）
- ゆらゆら帝国「美しい」（2007年）
- 天久聖一&タナカカツキ「人間ポップ宝をたずねて」（2007年）[40]
- 電気グルーヴ「モノノケダンス」（2009年）
- 電気グルーヴ「電気グルーヴ21周年のうた」（2010年）
- 電気グルーヴ「人間大統領」（2017年）[41]

### 舞台
- 2006年 ハットリ座第2回公演『オスウーマン』作・演出　リトルモア地下[42][43]
- 2010年 シティボーイズミックスpresents『動かない蟻』作・演出　世田谷パブリックシアターほか[44]
- 2012年 松尾スズキ1人芝居『生きちゃってどうすんだ』作・演出　ザ・スズナリほか[45]
- 2015年 日本総合悲劇協会vol.5『不倫探偵〜最期の過ち〜』作・演出　本多劇場ほか[46]

- 2023年　COCOON PRODUCTION 2023「シブヤデマタアイマショウ」構成・コーナー演出　東京都 Bunkamura シアターコクーン[47][48]

### 番組
- 2021年『松尾スズキと3分の女優』脚本[49]
- 2022年『松尾スズキと30分の女優2』脚本[50]

### その他
- 書籍『ダイナマイト人生相談』挿絵[51]
- 任天堂『メイド イン ワリオ』サンプル4コママンガ[52]
- デイリーポータルZにて「書き出し小説大賞」連載中[53]
- 天久聖一のお前はどこのカンヌじゃ？ / IMAGICAエンタテインメント 2004年 -悲しみジョニーの再編集版[54]
- 遺影俳優 / NHK FM 2014年[55]
- 博報堂「広告」天久聖一の「ワタデレ」[56]
- 天久聖一の「家庭遺産相続」[57]
- 舞台『米つぶサイズの地球』チラシ漫画[58]
- 漫画『世論島』 / 朝日新聞[59]
- 雑誌『POPEYE No.851』特集記事「二十歳のとき、何をしていたか？」[60]
- 雑誌『ユリイカ2017年10月号 特集＝大根仁』コラム「悪いお地蔵さん　天久聖一」[61]
- 干支チェック式年賀状[62]

## 受賞歴
- SPACE SHOWER Music Video Awards 2007 BEST CG、ANIMATION VIDEO
- SPACE SHOWER Music Video Awards 2009 BEST GROOVE VIDEO、BEST ANIMATION VIDEO[63]